# Коцур, Андрей Олегович
Коцур, Андрей Олегович (11 сентября 1982, Минск, Белорусская ССР, СССР) — белорусский боец Муай Тай и кикбоксинга. Мастер спорта международного класса. Тренируется в СК «Кик Файтер» у Евгения Добротворского с 1999 года. Закончил Республиканское училище олимпийского резерва. 4-кратный чемпион мира среди профессионалов. Судья международной категории. Тренер СК «Кик Файтер».

## Спортивная карьера
Заниматься тайский боксом Андрей начал в возрасте 13 лет. Через два года выиграл чемпионат Беларуси, в следующем году повторил свой успех. В 2003 году завоевал первый профессиональный титул: выиграв турнир-восьмерку на турнире в Италии, стал обладателем титула чемпиона Европы KOTR «King of the Ring» в весовой категории до 60 кг. В этом же году в Австралии, одержав сенсационную победу над чемпионом Rajadamnern из Таиланда, завоевал престижный серебряный кубок Посольства Королевства Таиланд в Австралии. Первые две попытки завоевать пояс чемпиона мира по версии WKN обернулись неудачей. В первый раз он уступил пояс датчанину Денису Кобке во второй раз 9-ти кратному чемпиону мира турку из Бельгии Осману Юджину. Но уже через год он завоевал ставший вакантным пояс чемпиона мира по версии WKN, победив американца Дана Раллингза решением судей на матче Беларусь-США в Минске. В 2005 году состоялась защита выигранного титула. Во время матча Беларусь — Европа в Минске Андрей одержал победу над своим старым обидчиком Османом Юджином нокаутом коленом в печень в третьем раунде. Также в 2005 году Андрей стал обладателем двух любительских титулов чемпиона Европы по К-1 (по версиям WAKO и WPKL).
В 2006 году завоевал титул чемпиона мира по версии WKN в более тяжелой весовой категории (64,2 кг) отправив ударом локтя в тяжелейший нокаут Чемпиона Италии Филлипо Синти.
В 2007 году он выступил на любительском Чемпионате Европы по Муай Тай и стал серебряным призёром.
В 2007 году Андрей Коцур одержал очень трудную победу над Чемпионом Таиланда Муном в профессиональном матче Беларусь — Таиланд.
В этом же 2007 году в Костроме в Матче Единая Русь — Сборная Европы Андрей победил бойца из Франции по очкам.
В 2008 году в Гамбурге (Германия) в поединке против немца Бараката Бакара Андрей завоевал второй титул чемпиона Европы среди профессионалов по версии WKN, отправив своего соперника ударом локтя в нокаут в четвёртом раунде.
В 2009 году на турнире в якутске Коцур одержал победу нокаутом (левым боковым в голову) над тайцем Сингуном во втором раунде и завоевал четвёртый титул чемпиона мира среди профессионалов по Муай Тай по версии WMTA.
В марте 2010 года на турнире WMC I-1 World Grand Prix Андрей уступил тайцу Оле Свис Клабу решением судей, а через год выиграл турнир-восьмерку по тайскому боксу в Бирмингеме (Англия) и взял перерыв в выступлениях вплоть до 2014 года. 18 апреля 2014 года в Гонконге состоялся его поединок за титул чемпиона мира по версии IPCC с чемпионом Азии Кайманом (Китай) в весовой категории до 64,2 кг, в котором Андрей уступил крайне спорным решением судей.

## Спортивные достижения

### Любительские титулы
Кикбоксинг:
- 2005 Чемпионат Европы WAKO К-1  60 кг
- 2005 Чемпионат Европы WPKL К-1  60 кг

Тайский бокс
- 2001 Чемпионат Беларуси  60 кг
- 2002 Чемпионат Беларуси  60 кг
- 2003 Чемпионат Беларуси  60 кг
- 2007 Чемпионат Европы IFMA  63,5 кг
- 2008 Чемпионат Европы IFMA (Польша)  63,5 кг

### Профессиональные титулы
- 2003 Чемпион Европы KOTR (Италия) турнир 8-ка, 60 кг
- 2004 Чемпион мира WKN (Минск, Беларусь) 62,1 кг
- 2005 Чемпион мира WKN (Минск, Беларусь) 62,1 кг
- 2006 Чемпион мира WKN (Турин, Италия) 64,2 кг
- 2008 Чемпион Европы WKN (Гамбург, Германия) 66,7 кг
- 2009 Чемпиона мира WPKA (2009) (Якутск, Россия) 64,2 кг
- 2011 Победитель турнира восьмерки (Бирмингем, Англия) 66,7 кг